# Avril 1897

## Événements
- 3 avril : fondation à Vienne (Autriche) du mouvement de la Sécession, par des artistes tels que Gustav Klimt, ou Otto Wagner.
- 5 avril :
  - [1] : le sultan de Zanzibar Seyyid Hamoud signe un traité abolissant l’esclavage à Zanzibar et à Pemba (fin de règne en 1911).
  - Crise constitutionnelle en Autriche autour des lois Badeni : le ministre-président accorde à la Bohême l’égalité linguistique avec l’Autriche. Cette décision déclenche la fronde des députés allemands au Reichsrat.
- 8 avril : le social-chrétien Karl Lueger est élu maire Vienne (fin en 1910).
- 18 avril (guerre gréco-turque) : la Grande-Bretagne « lâche » la Turquie.
- 22 avril : attentat manqué contre Humbert Ier d'Italie.
- 26 avril : les femmes sont désormais admises à l'École des beaux-arts de Paris.
- 30 avril : convention austro-russe de Saint-Pétersbourg : il s’agit de maintenir le statu quo dans les Balkans, alors que la situation en Macédoine ne cesse de se détériorer. La Russie, toute à sa politique extrême-orientale, n’entend pas remettre en question la présence de la Turquie, tandis que l’Autriche craint qu’une victoire des Macédoniens n’aboutissent à la formation d’une Grande-Bulgarie.

## Naissances
- 4 avril : 
  - Pierre Fresnay, acteur français († 9 janvier 1975).
  - Dina Manfredini, doyenne de l'humanité († 17 décembre 2012  (115 ans)).
- 14 avril : Charles Martel, militaire français († 20 mai 1940).
- 16 avril : John Bagot Glubb, général de corps d'armée britannique († 17 mars 1986).
- 17 avril : Thornton Wilder, dramaturge et romancier américain († 7 décembre 1975).
- 19 avril : Jirōemon Kimura, supercentenaire japonais († 12 juin 2013).
- 23 avril : Lester B. Pearson, premier ministre du Canada († 27 décembre 1972).
- 26 avril : Douglas Sirk, réalisateur allemand († 14 janvier 1987)
- 29 avril : Rudolf Hübner, dentiste et général allemand († 28 février 1965).
- 30 avril : Dina Bélanger, sœur religieuse mystique canadienne († 4 septembre 1929).

## Décès
- 3 avril : Johannes Brahms, compositeur allemand (° 7 mai 1833).
- 14 avril : Émile Levassor, ingénieur français (Panhard et Levassor) (° 21 janvier 1843).